# Yuriy Berezhko
Yuriy Viktorovich Berezhko (en russe : Юрий Викторович Бережко), rarement transcrit en français  Berejko, est un joueur russe de volley-ball né le 27 janvier 1984 à Komsomolsk-sur-l'Amour (kraï de Khabarovsk, alors en URSS). Il mesure 1,98 m et joue réceptionneur-attaquant. Il totalise 133 sélections en équipe de Russie.

## Biographie
Il est récipiendaire de l'Ordre de l'Amitié depuis le 13 août 2012.

## Clubs
| Club                   | De        | À         |
| ---------------------- | --------- | --------- |
| Iaroslavitch Iaroslavl | 2000-2001 | 2003-2004 |
| Dinamo Moscou          | 2004-2005 | 2009-2010 |
| Pallavolo Modène       | 2010-2011 | 2010-2011 |
| Zenit Kazan            | 2011-2012 | 2012-2013 |
| Dinamo Krasnodar       | 2013-2014 | ...       |

## Palmarès

### Club et équipe nationale
- Jeux olympiques (1)
  - Vainqueur : 2012
- Ligue mondiale (1)
  - Vainqueur : 2011
  - Finaliste : 2007, 2010
- Championnat d'Europe
  - Finaliste : 2007
- Ligue européenne (1)
  - Vainqueur : 2005
- Ligue des champions (1)
  - Vainqueur : 2012
  - Finaliste : 2010
- Championnat de Russie (3)
  - Vainqueur : 2006, 2008, 2012
  - Finaliste : 2005, 2007
- Coupe de Russie (3)
  - Vainqueur : 2006, 2008
  - Finaliste : 2004, 2007, 2012
- Supercoupe de Russie (4)
  - Vainqueur : 2008, 2009, 2011, 2012

### Distinctions individuelles
- Meilleur marqueur de la Ligue mondiale 2007
- Meilleur marqueur du Championnat d'Europe 2007
- Meilleur serveur du Championnat d'Europe 2009
- Meilleur réceptionneur du Final Four de la Ligue des champions 2013